# Ján Gabriel (politik)
Ján Gabriel (* 2. října 1955, Zvončín) je slovenský politik, bývalý poslanec Národní rady Slovenské republiky.
Ján Gabriel byl zvolený za poslance NR SR ve volební období 2002-2006 za HZDS. V roce 2003 byla strana přejmenovaná na ĽS-HZDS. Ještě předtím, začátkem roku 2003, byl Ján Gabriel ve skupině 11 poslanců pod vedením Vojtecha Tkáče, kteří vystoupili z HZDS a založili novou politickou stranu s názvem Ľudová únia. V současnosti je místopředsedou této strany. Byl členem Výboru NR SR pro zdravotnictví.